# Alberto Kalach
Alberto Kalach (Cidade do México, 1960) é um arquiteto mexicano.

## Trajetória
Alberto Kalach nasceu na Cidade do México. Estudou arquitetura na Universidade Ibero-Americana, na Cidade do México. Fez a pós-graduação na Universidade Cornell em Ithaca, nos Estados Unidos.
Em 1981, fundou a empresa Taller de Arquitectura X (TAX) com Daniel Álvarez, com quem trabalhou até 2002, quando Daniel deixou a empresa. Enquanto continua a dirigir a TAX, em 2002, seus interesses também se voltaram para os problemas de planejamento urbano de sua cidade natal, e fundou o coletivo México: ciudad futura, que criou ideias em grande escala junto a arquitetos como Teodoro González de Leão, Gustavo Lipkau e José Castillo, com os quais realizou vários projetos conjuntos. Ele participa do projeto Vuelta à la ciudad lacustre (retorno a cidade do lago) - seus conceitos de lago foram significativos na solução de problemas de abastecimento de água existentes na Cidade do México.
Seu trabalho foi amplamente divulgado e exposto individualmente e coletivamente, com destaques para a exposição no Museu de Arte Moderna do México em 1984 "Projetos para a ópera da Bastilha" e na Galeria Hartell de Nova Iorque sobre Paisagismo. Seus projetos foram publicados em revistas publicadas no México e em vários países do mundo.
No ano de 2004, junto com Juan Palomar, Gustavo Lipkau e Tonatiuh Martínez, venceu o o concurso internacional para a construção da Biblioteca Vasconcelos, que integra uma biblioteca pública com um jardim botânico na capital mexicana, e é seu trabalho mais conhecido.

## Trabalhos notáveis
- Interior da Biblioteca Vasconcelos.1999: Casa GGG, na Cidade do México

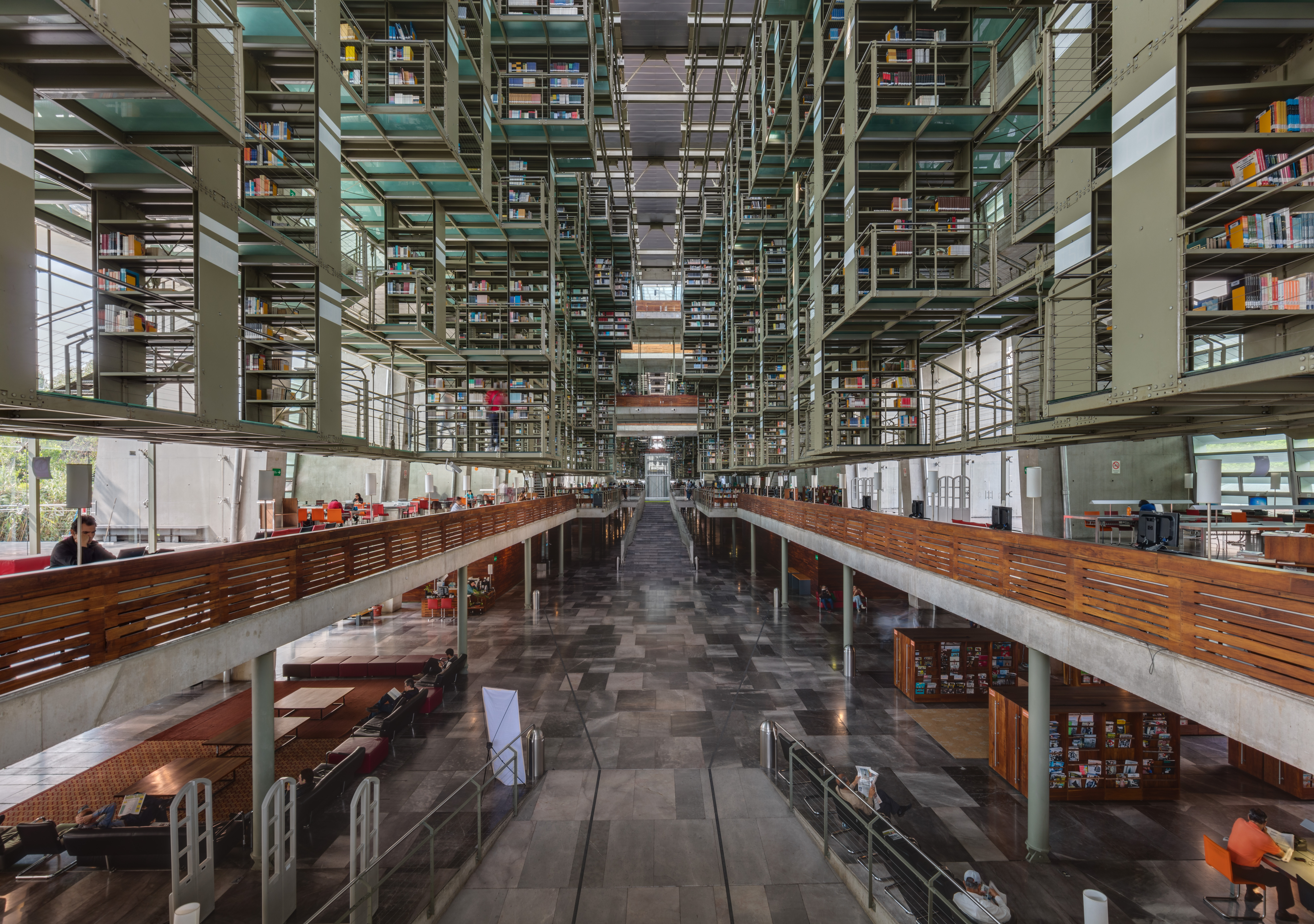
Interior da Biblioteca Vasconcelos.

- 2000-2008: Casa La Atalaya, na Califórnia
- 2002: Biblioteca Vasconcelos, na Cidade do México[3]
- 2004: Casa Romany, na Califórnia
- 2007-2010: Reforma da Torre 27, na Cidade do México[4]
- 2014: Torre 41, na Cidade do México[5]
- 2016: Restauro e conversão para Sede da Fundação Casa Wab, na Cidade do México[6]
- 2019: Escola Jojutla, em Jojutla[7]

## Prêmios
- 1984: Segundo lugar no 71º Paris Prize da Escola de Artes da Colombus.
- 1985: Terceiro lugar no Concurso Internacional de Projeto do Kunstmuseum de Bonn, na Alemanha.
- 1996: Primeiro Lugar no Concurso Internacional de Projeto para o Petrosino Park, em Nova Iorque, em colaboração com Ricardo Regazzoni e Julio González Rojas.
- 1996: Primeiro Lugar no Concurso de Projeto para o Colégio Alemão Alexander von Humboldt em Puebla de Zaragoza, em colaboração com Felipe Buendía e Moises Miserachi.
- 2004: Primeiro Lugar no Concurso Internacional de Projeto para a Biblioteca Vasconcelos, em colaboração com  Juan Palomar, Gustavo Lipkau e Tonatiuh Martínez.